# Romeries Communal Cemetery Extension
Le cimetière « Romeries Communal Cemetery Extension  »  est un cimetière militaire  de la Première Guerre mondiale situé sur le territoire de la commune de Romeries, Nord.

## Localisation
Ce cimetière est situé à la sortie sud-est du village, rue de Solesmes, à côté du cimetière communal.

## Historique
Occupé dès la fin août 1914 par les troupes allemandes, après des combats avec les troupes britanniques, le village  est resté loin du fron jusqu'au 23 octobre 1918 date à laquelle Vertigneul et Romeries furent pris par le 1er régiment d'Otago, le 2e régiment de Canterbury et le 8e fusiliers du Lancashire. Ce cimetière a été créé à cette date pour inhumer les victimes des combats d'août 1914 et d'octobre 1918. Après l'armistice, des corps provenant de cimetières militaires provisoires des alentours y ont été inhumés.

## Caractéristique
Ce cimetière comporte maintenant 832 sépultures dont 129 ne sont pas identifiées, mais il y a des mémoriaux spéciaux pour 15 victimes qui seraient enterrés parmi eux. Ce cimetière a été conçue par Charles Holden.

## Galerie

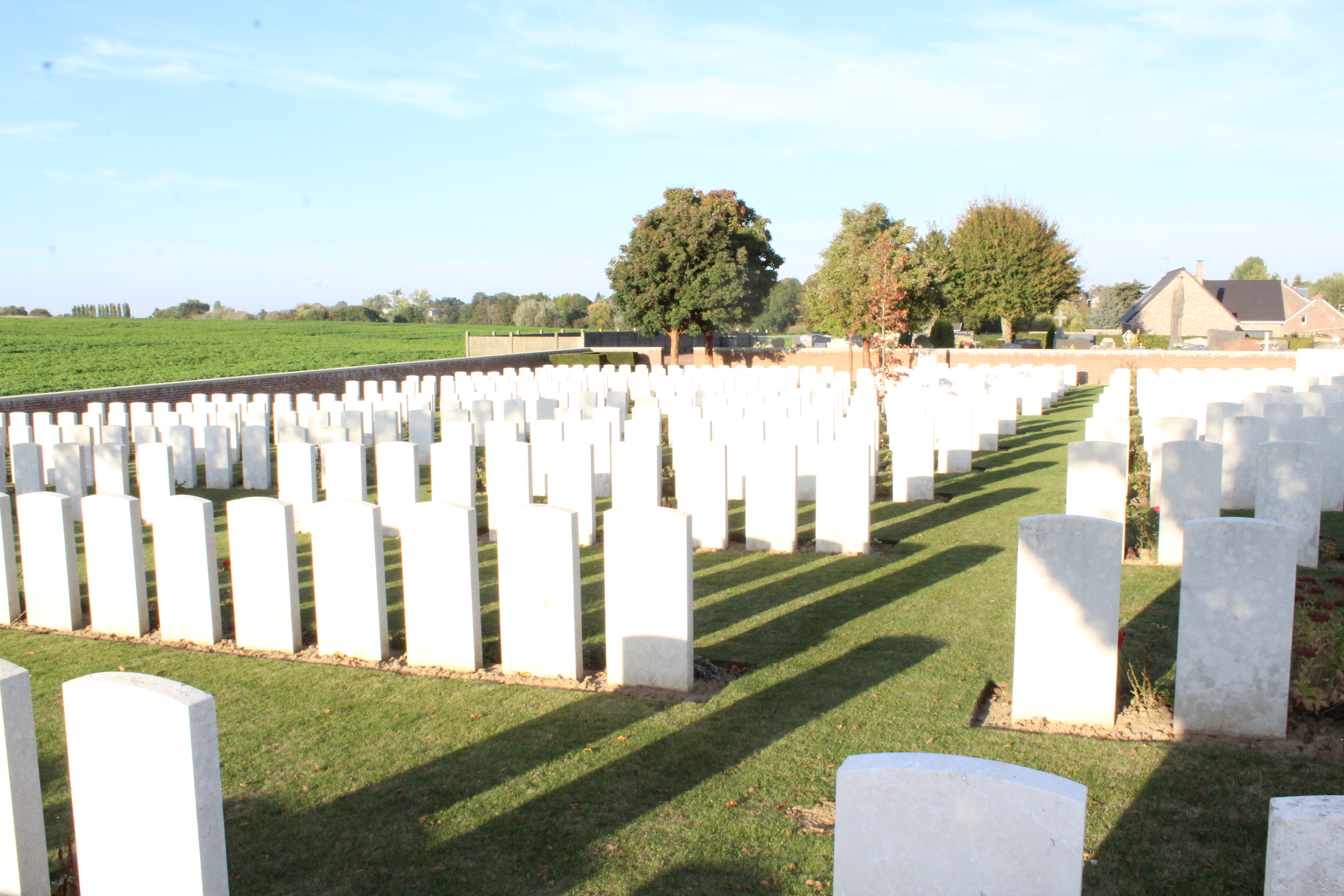
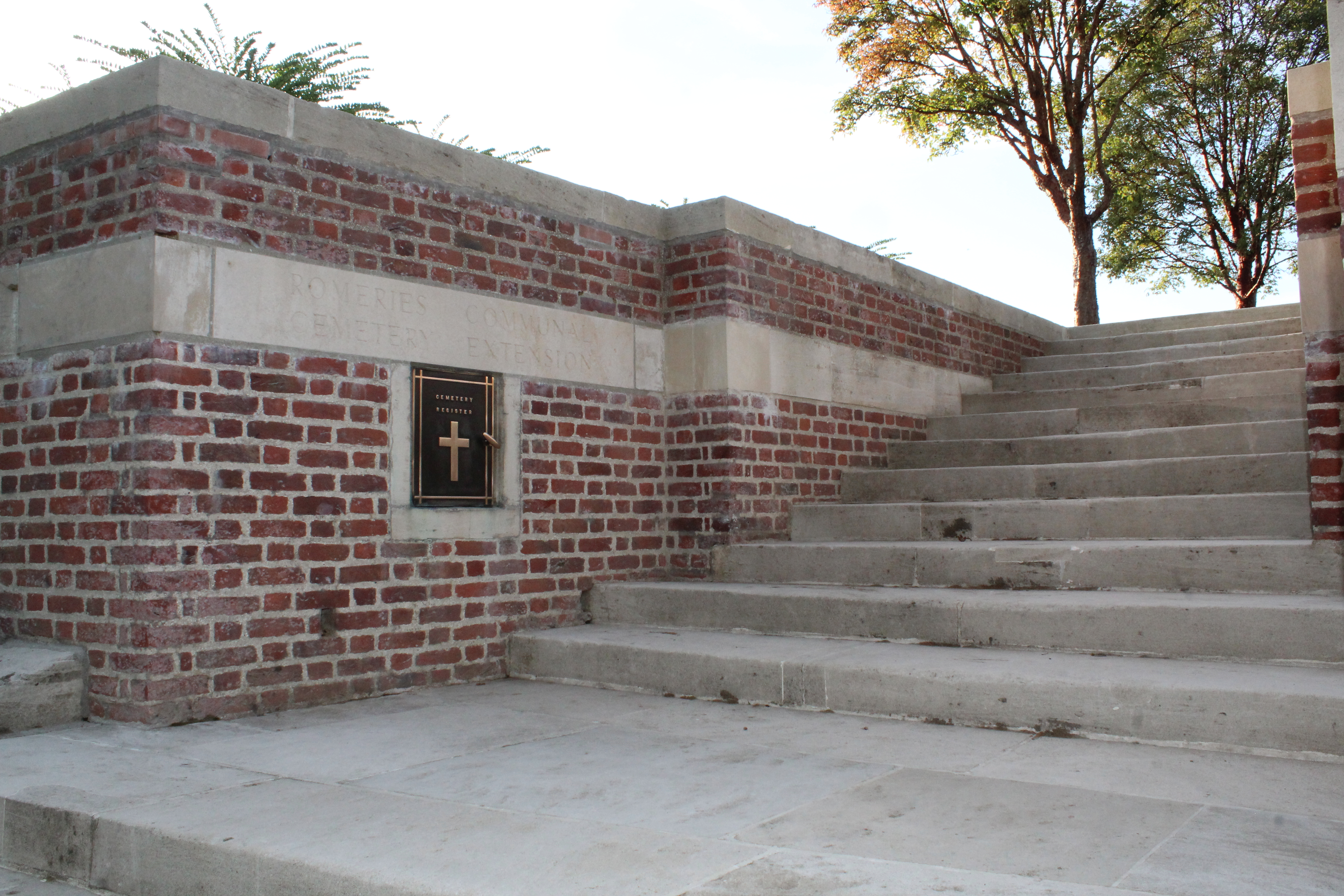
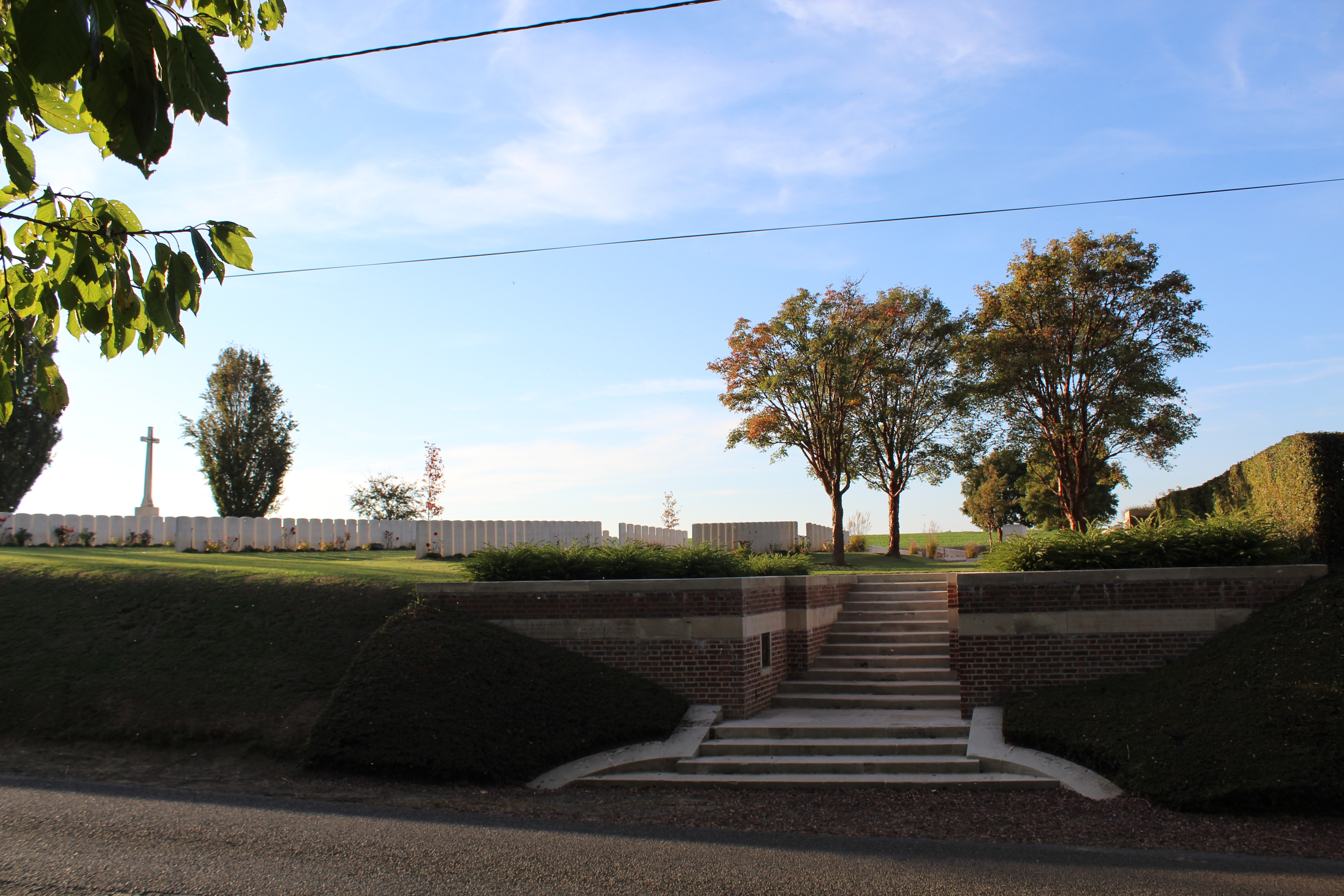
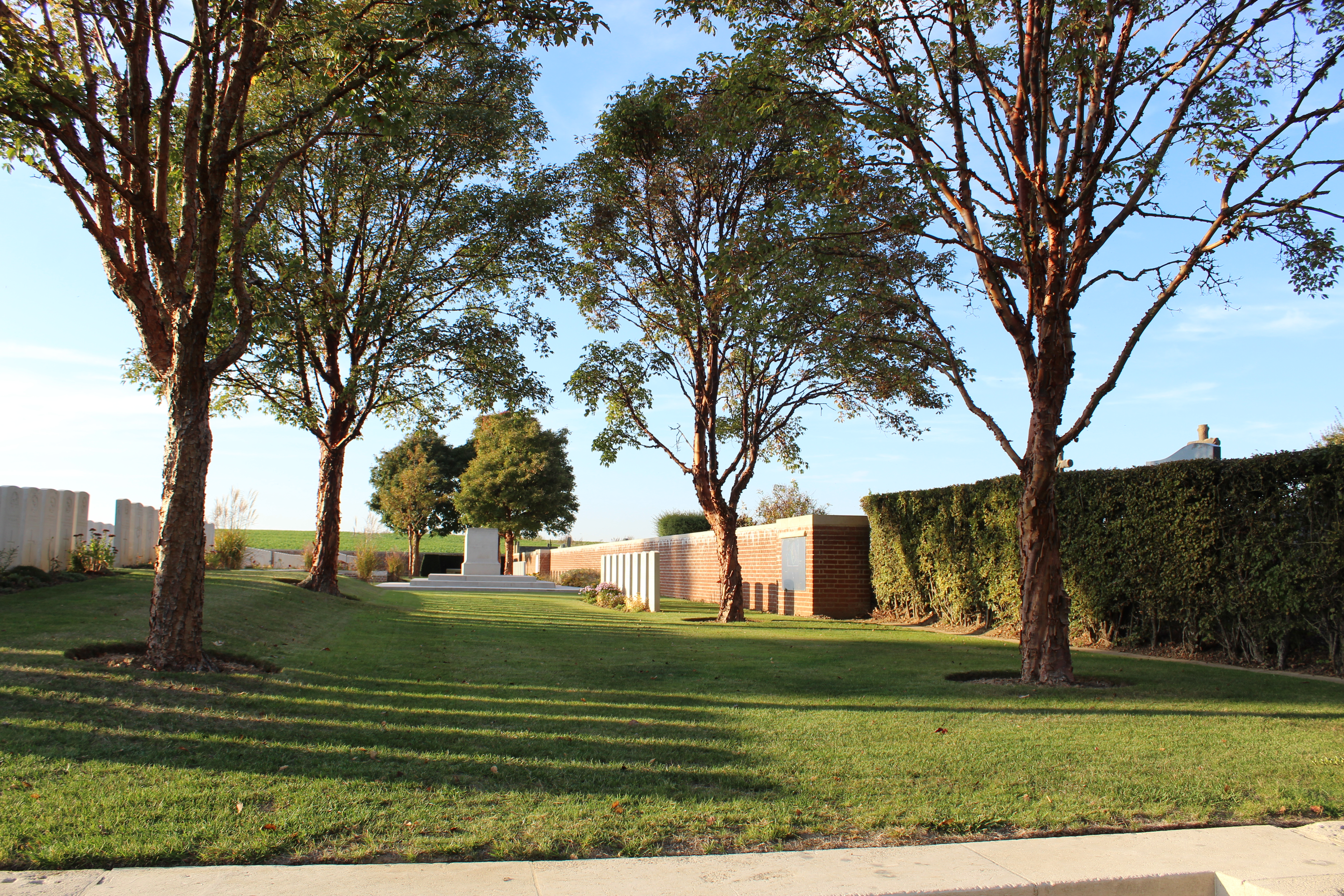
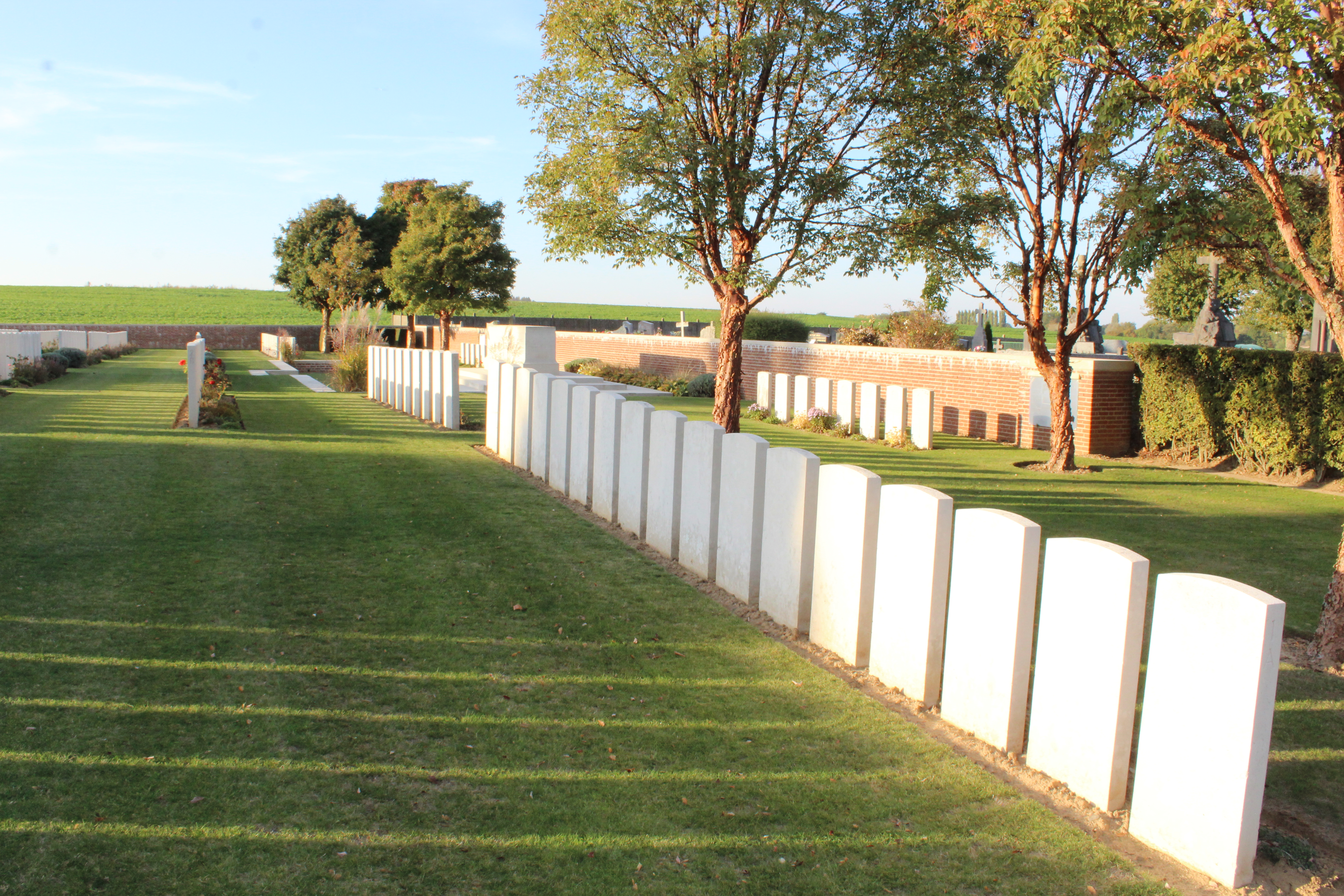

## Sépultures
| Pays             | Sépultures |
| ---------------- | ---------- |
| Royaume-Uni      | 720        |
| Nouvelle-Zélande | 111        |
| Canada           | 1          |
| Total            | 832        |

### Liens Externes
- « Romeries », sur inmemories.com (consulté le 22 avril 2021)